# علی اکبریان
علی اکبریان (زادهٔ ۱۵ دی ۱۳۵۰ تهران)، بازیکن سابق فوتبال اهل ایران است که در پست مهاجم، سابقهٔ بازی برای تیم‌های استقلال، پارس خودرو و پرسپولیس را در کارنامه دارد. او در سال ۱۳۸۹ به علت فروش مواد مخدر دستگیر شد.
او ۷۸ بار با لباس استقلال و ۳۴ بار با لباس پرسپولیس در مسابقات حضور یافته‌ است. همچنین وی در سال ۱۳۷۴ با استقلال تهران قهرمان جام حذفی فوتبال ایران شد.

## موادمخدر
اکبریان در سال ۱۳۸۹ به جرم نگهداری، حمل و توزیع مواد مخدر، متهم و در دادگاه اولیه به اعدام محکوم شد. مدتی بعد، براساس رای صادره از سوی شعبه ۳۰ دادگاه انقلاب، حکم او به حبس ابد تقلیل یافت.
در سال ۱۳۹۶، درحالی که برای مرخصی از زندان بیرون آمده بود، دوباره با مواد مخدر دستگیر شد و پروندهٔ جدیدی با ۲۰ سال زندان برای او تشکیل، و سبب شد تا به محکومیت قبلی او ۲۰ سال اضافه شود.
در ادامه، حکم حبس ابد او به ۱۶ سال تقلیل یافت. او در تاریخ مهرماه ۱۴۰۲، دو ماه به مرخصی آمده‌ است.
وی هم اکنون دارای شرایط رای باز بوده و به قید وثیقه آزاد است.